# Laetitia (actrice pornographique)
Pour les articles homonymes, voir Lætitia.
Laetitia, pseudonyme de Marie-Chantal Delacoudre[réf. nécessaire], est une réalisatrice et actrice française de films pornographiques née le 4 octobre 1964 à Honfleur,,[source insuffisante]. Vedette du X français dans les années 1990, elle est principalement connue pour avoir popularisé en France le porno amateur.

## Biographie
Issue d'une fratrie de neuf enfants, Laetitia passe son enfance près de Honfleur.
Laetitia débute à une époque où le X amateur n'existait pas encore en France, en travaillant dans la région de Montpellier avec une société spécialisée dans les revues et les films pornographiques. La série qui fait d'elle une vedette du porno français est celle des Intimité violée par une femme, qui repose sur un canevas unique : Laetitia, équipée d'une caméra vidéo, arrive chez des couples ou des femmes célibataires des quatre coins de la France, et les invite à raconter leurs fantasmes avant de les filmer dans leurs ébats, auxquels elle participe volontiers si les personnes lui plaisent. Les prises de vue sont effectuées par Laetitia elle-même, ou par une autre personne de la société de production pour les plans dans lesquels elle doit apparaître. Pendant les films, Laetitia se tourne parfois vers la caméra pour s'adresser au spectateur et l'inviter à se masturber. La série dure de 1991 à 1997 et compte plusieurs dizaines de films d'une heure chacun, chaque film étant divisé en trois séquences indépendantes.
Henri Gigoux, longtemps programmateur du X sur Canal+, voit dans la série Intimité violée par une femme un « témoignage riche pour les historiens futurs sur les mœurs actuelles (...) le comble du voyeurisme, qui consiste à faire un trou dans la cloison qui sépare les gens de leurs voisins de palier et d'épier leurs ébats au quotidien ».
Laetitia, quant à elle, attribue son succès à « une vraie passion de l'exhibition, du sexe, de faire des images, de faire l'amour et une bonne dose de culot ». Elle filme exclusivement des  couples dans la série Intimité violée par une femme, après quoi elle intègre des interviews d'actrices pornographiques débutantes.
Laetitia profite de son succès pour lancer d'autres séries de films, aux titres souvent très crus, comme Femmes à poils, Confesses anales, Bites dures pour femmes mûres, Femmes sodomites, Les Infirmières de Laetitia, et surtout L'École de Laetitia où des jeunes femmes viennent apprendre la sodomie. Considérée dans les années 1990 comme la « reine des nuits montpelliéraines », elle est alors à la tête d'un véritable « empire du sexe », qui comprend un serveur minitel, des éditions de CD-ROMs, un commerce de sex-toys et un club échangiste. Elle fait débuter ou accompagne les débuts de nombreux hardeurs et hardeuses devenus ensuite des vedettes du X français, comme les couples Dolly Golden-Marc Barrow et Ian Scott-Océane, ainsi que Élodie Chérie, Dalila, Véronique Lefay, Olivia Del Rio, Raffaëla Anderson, Rebecca Lord, Zabou, etc.
Après avoir longtemps vécu dans la région de Montpellier, elle quitte le Sud pour vivre dans son Calvados natal. Ayant fermé ou revendu la plupart de ses entreprises, elle repasse à l'échelle « artisanale » et mise sur l'Internet, continuant dans les années 2010 de produire et réaliser des films commercialisés via son site web laetitiamania.com qui propose également des photos, live shows, prestations en webcam, etc.
Réalisatrice récompensée de 6 hot d'or, meilleur film amateur, meilleure série, meilleure réalisatrice et 4 awards en Belgique, récompensée en Espagne et en Italie.

## Filmographie sélective

### Réalisatrice/Actrice
Plus de 400 films, dont :
- 1990 : Confesse anale 1 de Lætitia, avec Élodie Chérie. Nanou vidéo
- 1994 : Partie culière à Las Vegas 4 de Lætitia, avec Draghixa. Nanou vidéo
- 1994 : L'école de Lætitia de Lætitia, avec Liza Harper. Nanou vidéo
- 1995 : Le best of des stars de Lætitia avec Liza Harper, Élodie Chérie, Rebecca Lord, Véronique Lefay. Nanou vidéo
- 1995 : Belle à jouir 6 de Lætitia, avec Olivia Del Rio. Nanou vidéo
- 1995 : Belle à jouir 7 de Lætitia, avec Liza Harper. Nanou vidéo
- 1996 : L'école de Lætitia 13 de Lætitia, avec Élodie Chérie. Nanou vidéo
- 1996 : Intimité violée par une femme 33 de Lætitia, avec Océane. Nanou vidéo
- 1999 : 95C de Lætitia, avec Céline Bara, Ines, Betty Bell, Betty Black. Nanou vidéo
- 1999 : Malicia la malicieuse de Laetitia, avec Céline Bara, Malicia, Yves Baillat. Nanou vidéo
- 1999 : Profession enculeur de Laetitia, avec Céline Bara, Nanou vidéo

### Actrice uniquement
- 1988 : Les Charmes secrets de Miss Todd, de Michel Barny (production Marc Dorcel)
- 1988 : Jeux de baise à la fête foraine, de Michel Ricaud
- 2004 : La Totale, de Fred Coppula